# Christian Berg (Autor)

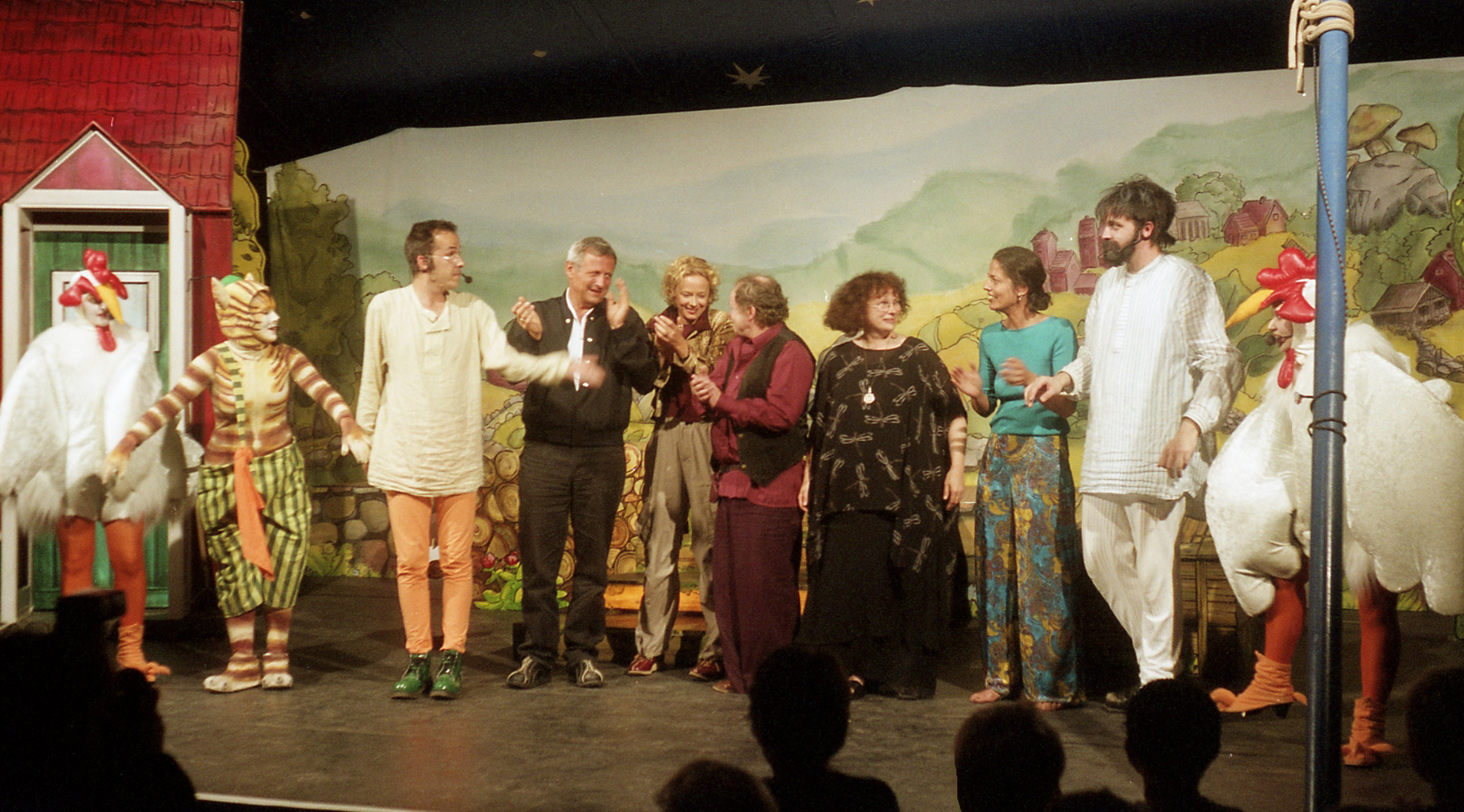
Christian Berg (mit Mikrofon) sowie Katja Riemann (Mitte) und Konstantin Wecker (dazwischen) bei der Premiere des Musicals Pettersson und Findus in Cuxhaven 2001

Christian Berg (* 12. Mai 1966 in Bad Oeynhausen; † 17. Januar 2022 in Cuxhaven) war ein deutscher Autor und Produzent von Kindermusicals.

## Leben
Christian Berg begann seine Bühnenlaufbahn 1983 als Clown beim Schweizer Zirkus Stey. Von 1984 bis 1987 besuchte er die Schauspielschule in Hamburg. 1988 gründete er ein Tourneetheater für Kinder und Familien. 1998 gründete er das Sommertheater im Schlossgarten (Cuxhaven).
1999 traf er erstmals den Liedermacher Konstantin Wecker, mit dem er als erste Zusammenarbeit das Kindermusical Jim Knopf und Lukas der Lokomotivführer nach dem gleichnamigen Kinderbuch von Michael Ende schrieb. In der Folge entstanden zahlreiche weitere Musicals in Zusammenarbeit mit Konstantin Wecker und später mit Paul Glaser. 2005 schrieb Stephan Sulke die Musik, Christian Berg die Texte, für das Kindermusical Heidi … ein Berg-Musical.
Daneben schrieb er die Kinderbücher Tamino Pinguin (2001) und Kleines Monster Monstantin (2010). Christian Bergs Werke zählen zu den meistgespielten Kindermusicals im deutschen Sprachraum.
Christian Berg lebte in Cuxhaven. Er starb 55-jährig nach längerer Krankheit im Januar 2022.

## Musicals
- Oliver Twist – Tu doch, was dein Herz sagt nach dem Roman von Charles Dickens
- Oh, wie schön ist Panama nach der Geschichte von Janosch
- Alice im Wunderland nach dem Roman von Lewis Carroll, Musik Rainer Bielfeldt
- Jim Knopf und Lukas der Lokomotivführer nach dem Buch von Michael Ende, Musik Konstantin Wecker
- Jim Knopf und die Wilde 13 nach dem Buch Michael Ende, Musik Konstantin Wecker
- Das Dschungelbuch nach dem Buch von Rudyard Kipling, Musik Konstantin Wecker
- Peter Pan nach der Figur von James M. Barrie, Musik Konstantin Wecker
- Der kleine Lord nach dem Roman von Frances Hodgson Burnett, Musik Konstantin Wecker
- Lachen! Die Zeit der Clowns, Musik Ralph Siegel
- Heidi – das Alpical nach dem Roman von Johanna Spyri, Musik Stephan Sulke
- Cinderella nach dem Märchen Aschenputtel in Grimms Märchen, Musik Volker Rosin
- Wachgeküsst – Das Dornröschenmusical, Musik Konstantin Wecker
- Pinocchio nach der Figur von Carlo Collodi, Musik Konstantin Wecker
- Tamino Pinguin, Musik Konstantin Wecker
- Pettersson und Findus nach der Buchreihe von Sven Nordqvist, Musik Konstantin Wecker
- Schneewittchen mit deutschen Schlagern
- Eine Weihnachtsgeschichte. Dem geizigen Scrooge geschieht das Weihnachtswunder nach A Christmas Carol von Charles Dickens, Musik Michael Schanze
- Vom Fischer und Seiner Frau, nach dem Buch von Philipp Otto Runge, Musik Paul Glaser
- Das Phantom von Opa, eine Parodie des Musical The Phantom of the Opera, Musik Paul Glaser
- Rapunzel, nach der Märchensammlung von den Brüdern Grimm, Musik Paul Glaser
- Bambi, nach dem Buch von Felix Salten, Musik Paul Glaser
- Das Gespenst von Canterville, nach einer Erzählung von Oscar Wild, Musik Paul Glaser
- Frau Holle, nach dem Märchensammlung von den Brüdern Grimm, Musik Paul Glaser